# 서울 지장사 극락구품도
서울 지장사 극락구품도(서울 地藏寺 極樂九品圖)는 서울특별시 동작구, 호국지장사에 있는 조선시대의 불화이다. 1999년 5월 19일 서울특별시의 유형문화재 제115호로 지정되었다.

## 개요
지장사 극락구품도는 아미타부처님이 주재하고 있는 극락세계와 중생들의 왕생장면을 묘사한 그림이다.
한국불교의 대표적인 신앙의 하나인 아미타정토신앙은 불화의 소재로도 흔히 채택되어왔는데, 고려시대에는 극락정토의 교주인 아미타여래를 중심으로 하는 아미타독존도ㆍ아미타삼존도ㆍ아미타구존도 등의 형식이 조선시대에 들어와 설법장면으로 확대되어 아미타회상도(阿彌陀會上圖)의 형태로 자리잡게 된다.
한편《관무량수경(觀無量壽經)》의 내용을 도설하고 있는 고려시대의 관경변상도(觀經變相圖)는 교화적(敎化的)인 성격이 강한 불화형태인데, 조선시대에 들어와서는 아미타정토신앙이 사람의 근기(根機)에 따라 상·중·하품으로 나뉘고, 여기서 다시 상상(上上)·상중(上中)·상하(上下)·중상(中上)·중중(中中)·중하(中下)·하상(下上)·하중(下中)·하하(下下)의 구품으로 나뉘면서 왕생한다고 하는 보다 쉬운 도설(圖說)로 변형되는 것이다. 즉 극락구품도는 고려시대 관경변상도가 변형된 형태로서 조선시대 민중과 함께 했던 불교의 모습을 살필 수 있는 불화의 형식이라 할 수 있다.
그런데 지장사대웅전극락구품도는 화면의 상단 중앙에 설법하고 있는 아미타삼존도를 묘사함으로써 아미타회상도의 형식이 가미된 형태를 취하고 있음이 주목된다. 극락에 상주하는 무리들이 표현되고 있는 연못의 연화대좌에서 법회를 주관하는 아미타삼존상과 그 주위로 설법을 듣기 위해 모여드는 시방제불(十方諸佛)ㆍ공작 등의 청중들이 묘사되고 있는 것이다.
이와 같은 도설내용은 헌종 7년(1841)에 제작된 대구 동화사(桐華寺) 염불암(念佛庵) 관경변상도와 매우 흡사하여 마치 동일한 초본을 바탕으로 그려진 것으로 보일 정도이다.

## 그림 속 묘사
연못 아래에는 단(壇)이 설치되고, 향화공양(香花供養)을 올리는 천인(天人)들이 묘사되고 있으며, 그 주위로는 각기 우측 화면에는 장고를 든 천인이, 좌측 화면에는 비파를 든 천인이 묘사됨으로써, 아름다운 소리와 안락한 세계로서의 극락정토를 표현하는 요소로서 묘사되고 있다. 악기로서의 비파는 사천왕(四天王)의 지물(持物)로서 어렵지 않게 볼 수 있는 것이나 장고를 들고 있는 천인의 모습은 쉽게 볼 수 없는 장면으로 음악사 연구에 귀중한 자료라 할 수 있을 것이다.
본존인 중앙의 아미타불은 가슴이 넓게 드러난 통견(通肩)의 법의에 두손의 손바닥을 펴서 맞대고 있는 석가모니불의 수인이라 할 수 있는 선정인(禪定印)을 취하고 있어 이채롭다. 뾰족한 육계에 정상계주와 중앙계주를 표현하고 있는데, 19세기 후반의 일반적인 경향이라 할 수 있다. 좌협시의 관음보살은 오른손을 들어 엄지와 중지를 맞대고, 왼손은 내려 금빛의 사발을 들고 있으며, 우협시의 대세지보살은 왼손에 경책을 들고 있는 모습으로 묘사되고 있다.
채색에 있어서는 적색ㆍ녹색ㆍ청색을 주조로 하여 사용되고 있는데 다소 탁해진 채색법과 코발트빛의 청색 사용 등은 19세기 후반 조선불화의 경향을 그대로 보여주고 있다.

## 작품 특성
고종 30년(1893)에 제작된 지장사 대웅전 극락구품도는 다소 탁해진 채색기법과 형식화된 기법 등이 눈에 띄긴 하지만 많은 청중들과 함께 연못ㆍ전각 등을 전화면에 걸쳐 묘사해야 한다는 부담감이 있음에도 불구하고 균형잡힌 구도법이 돋보이고, 같은 시기의 불화들에 비해 색감이 살아나고 있음을 느낄 수 있는 우수한 불화라 할 수 있을 것이다.
특히 관경변상도의 변형된 형태로서의 극락구품도 가운데 동화사 염불암 관경변상도와 함께 아미타삼존의 설법장면을 부각시킨 아미타회상도의 일면을 느낄 수 있는 보기 드문 작품이라는 데 그 중요성을 살필 수 있다.

## 참고 자료
- 지장사 극락구품도 - 국가유산청 국가유산포털

 본 문서에는 서울특별시에서 지식공유 프로젝트를 통해 퍼블릭 도메인으로 공개한 저작물을 기초로 작성된 내용이 포함되어 있습니다.